# Estelina Quinatoa
María Estelina Quinatoa Cotacachi, née le  1er octobre 1953 à Riobamba, est une historienne et conservatrice de musée équatorienne, membre du peuple Kichwa Otavalo. Elle a occupé jusqu'en 2023 le poste de conservatrice de la réserve archéologique de la Banque centrale de l'Équateur.
En 2024, elle a reçu le Prix Eugenio-Espejo, la plus haute distinction culturelle équatorienne, pour ses contributions à la recherche archéologique, culturelle et identitaire.

## Biographie

### Enfance et jeunesse à Riobamba
Estelina Quinatoa, issue du peuple Kichwa Otavalo est née à Riobamba. Fille de Mercedes Cotacachi et d'Alejandro Quinatoa, qui fut d'après elle l'un des premiers Otavalos à apprendre à lire et à écrire. Son père était un tisserand expert, qui a notamment créé le poncho à deux faces, devenu emblématique du vêtement des Otavalos. Alejandro Quinatoa était membre de la communauté d'Agato, près d'Otavalo. Le père et le grand-père d'Alejandro Quinatoa travaillaient comme obrajeros, travailleurs dans une fabrique textile sous un régime proche du travail forcé. Alejandro Quinatoa quitte Otavalo pour échapper à des dettes qu'il ne pouvait pas payer et s'installe comme tisserand à Riobamba, où naît Estelina. Estelina termine l'école primaire mais n'a pas la possibilité d'étudier au collège car sa famille n'en a pas les moyens. Elle aide son père à l'atelier de tissage. Elle suit dans le quartier populaire de Plaza Dávalos à Riobamba des cours de confection de vêtements, puis dès l'âge de 17 ans enseigne ces techniques dans des organisations populaires de la ville, tout en gardant le désir de suivre des études,.
Estelina Quinatoa reprend ensuite des études au collège Maldonado de Riobamba sous forme de cours du soir, tout en continuant de travailler en journée auprès de ses parents. Elle étudie par la suite le français à l'École Supérieure Polytechnique du Chimborazo (1976-1979) puis, forte de cette nouvelle compétence, entre comme guide touristique dans l'entreprise Metropolitan touring puis, en 1980, comme guide et réceptionniste au musée Camilo Egas (es), dans le centre-ville de Quito,.

### Études et carrière à Quito
À Quito, Quinatoa entreprend des études de droit à l'Université centrale de l'Équateur (1980-1984), deux ans après Nina Pacari, qui deviendra en 2003 la première ministre indigène en Équateur, et en même temps que Luis Macas, futur dirigeant du mouvement indigène. Ces études sont menées en soirée, en parallèle du travail de la journée au musée Camilo Egas. À cette même époque, Quinatoa se lie d'amitié avec Vicente Sierra, le conservateur de la réserve du Musée de la Banque Centrale. Afin de pouvoir s'orienter vers cette institution, Quinatoa réalise qu'elle doit également se former en anthropologie, ce qu'elle fait entre 1988 et 1993 à l' Université Salésienne, liée à l'Université Particulière de Loja. Avant même la fin de ces études, d'anthropologie, Quinatoa fait son entrée en 1990 à la réserve du Musée de la Banque Centrale comme assistante de Vicente Sierra, puis le remplace comme conservatrice lors de son départ à la retraite en 1994. Elle devient également experte judiciaire en authentification des biens culturels,.

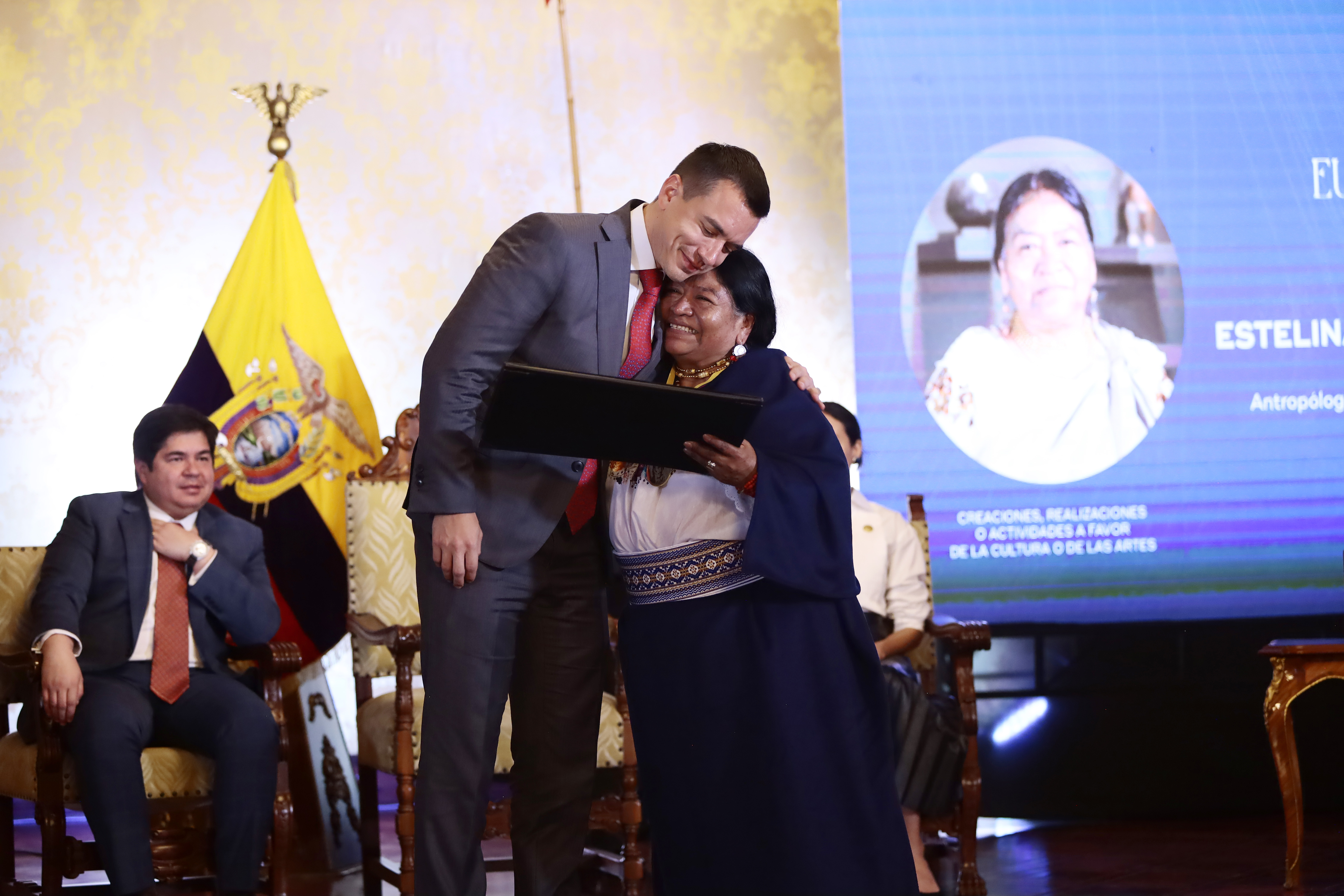
Estelina Quinatoa recevant le prix Eugenio Espejo des mains du président Daniel Noboa, en 2024.

Elle a enseigné dans plusieurs universités d’Équateur et donne des cours, des ateliers et des conférences en Équateur et dans d'autres pays du monde, notamment en Argentine, au Brésil, en Colombie, à Cuba, en Espagne, aux États-Unis, en France, au Mexique, au Pérou et au Venezuela.
Elle prend sa retraite en 2023 après 43 ans au Museo del Banco Central del Ecuador, une institution passée à partir de 1990 dans le giron du Ministère de la Culture. 

## Distinctions
En juin 2021, Quinatoa fait son entrée à l'Académie Nationale d'Histoire de l'Équateur. Elle reçoit en août 2024 le Prix Eugenio-Espejo, la principale distinction en Équateur dans le domaine culturel.